# 朝潮型駆逐艦
朝潮型駆逐艦（あさしおかたくちくかん）は大日本帝国海軍（以下「海軍」）の一等駆逐艦の艦級である。同型艦10隻。一番艦の「朝潮」沈没後は、満潮型駆逐艦と改定された。

## 概要
②計画(1934年)で建造された大型駆逐艦10隻。軍縮条約の結果建造された中型駆逐艦(初春型・白露型)では艦隊決戦型駆逐艦とし満足出来ず、吹雪型（特型）駆逐艦並の大きさに戻された。起工前後に第四艦隊事件が発生し、計画改正後に建造を続行、1937年(昭和12年)から1939年(昭和14年)に竣工した。竣工前後に艦尾改正や臨機調事件による改装があり、艦隊編入は1940年(昭和15年)からになった。
本型は特型で実現した艦隊型駆逐艦を更に完全にした最初の型で、その後の建造される駆逐艦(陽炎型や夕雲型)の基本型となった。しかし本型の航続力は軍令部の要求に達せず、③計画での建造は陽炎型駆逐艦へ移行することになる。
太平洋戦争には全10隻が参加し、全て戦没した。

## 建造背景
1930年(昭和5年)のロンドン軍縮条約の結果、日本は1,500トン(基準排水量、以下同様)を超える駆逐艦の建造が不可能となり、規定排水量内で戦力を拡充するために①計画(1931年)で「初春型駆逐艦」(計画1,400トン)の建造を行う。初春型は排水量を条約規定内に納めると同時に特型駆逐艦(計画1,680トン)並の兵装を搭載する無理な設計の結果、復元性に問題があり大規模な改装が必要になった。そこで初春型は6隻で打ち切られ、初春型の改良型である「白露型駆逐艦」6隻を建造した。続く②計画(1934年)では白露型14隻の建造を計画したが、この計画での白露型を4隻で打ち切り、残り10隻は大型駆逐艦を建造することにした。これが本型である。
この時期、決戦海域の拡大が予想されていて、主要艦艇は航続力の増大と機動力向上が図られていた。白露型の打ち切りと本型への移行は、中型駆逐艦（白露型）では兵装、速力、航続力で満足できる性能を持つ艦を建造することが不可能と判断したと思われる。時代背景として満州事変などによる国際情勢の緊迫化や国際連盟、軍縮條約の脱退が見込まれていたことなどもあった。

## 計画
計画番号F48。
友鶴事件の教訓を踏まえて計画された当初の計画要目は以下の様であった。
- 基準排水量：1,961トン
- 公試排水量：2,370トン[7]
- 満載排水量：2,612.1トン[7]
- 吃水：公試平均 3.69m、満載平均 3.94m[7]
- 速力：35ノット[7]
- 航続距離：3,800カイリ / 18ノット[7]
- 燃料：重油387トン

しかし1番艦「朝潮」の起工後すぐに第四艦隊事件が発生し、設計変更を余儀なくされた。設計変更後の要目は要目表の数値を参照されたい。排水量は当初計画より更に増し(『海軍造船技術概要』によると約100トン増)速力も35ノットに及ばない34.85ノットとされた。実際の公試成績は（以下は「大潮」の成績、但し#艦尾形状変更後と推定される）
- 速力：35.98ノット（計画34.85ノット）
- 航続距離：5,190カイリ/18ノット（計画4,000カイリ/18ノット）

と計画を大幅に超過している。用兵側は速力と航続距離に不満があり陽炎型駆逐艦を計画したが、実際の航続距離に関しては十分満足いく値であった。

## 艦型
上構配置は基本的に白露型を踏襲している。
船体は「特型駆逐艦」とほぼ同じ程度になる。竣工時の特型より本型の方が排水量は大きいが、性能改善工事後の特型と比べると特型の方が大きくなった。設計段階で復元性能を重視したため、全体のシルエットは特型より低くなっている。乾舷も低く、風圧側面積が小となって復元性能上有利であり、襲撃時でも発見率が低くなり有利だった。この場合でも高速発揮のためには艦首乾舷には十分な高さが必要で、その高さは特型並にした。

### 主砲
主砲は特型以来搭載されている三年式50口径12.7センチ連装砲で、船首楼甲板に1基、後部に背負い式に2基の計3基6門で、配置法も含めこれも特型と同じである。砲塔形式はC型で白露型から採用され、次の陽炎型にも搭載された。最大仰角は55度で対空射撃も可能とされたが、最大仰角での発射速度は1分間で4発(水平で11発)であり、弾丸、装薬は別々に装填していた。一方当時のアメリカ海軍が駆逐艦の主砲に採用した38口径12.7cm砲は、弾丸と装薬を一体化した薬莢方式で装填は半自動、発射速度は仰角に関係なく1分間で15発であり、対空火力としての差は大きかった。

### 機銃
機銃は計画では九三式13mm連装機銃2基4挺であるが1938年（昭和13年）の年報では朝潮のみ25mm連装機銃2基装備となっている。また荒潮の公式図では毘式40mm単装機銃2挺を装備しているが写真などからの確認はできていない。
機銃の装備位置は初春型・白露型と同様、第2煙突直前に機銃台を設けて設置した(陽炎型・夕雲型も同一位置)。
本型の煙突は前部がすぼまった通常と逆の形状をしており、第2煙突に関しては機銃台の面積をかせぐためと思われる。
大戦中の機銃増備についても不明な点が多い。
あ号作戦ごろの朝潮型においては第2砲塔を撤去し25mm3連装機銃2基を装備、13mm機銃は25mm3連装機銃と交換、艦橋前に機銃台を設置し25mm連装機銃1基を設置し、合計25mm3連装機銃4基、連装機銃1基を装備した。その他25mm単装機銃を装備したとされる。

### 魚雷
魚雷発射管は白露型と同じ九二式4連装発射管2基を搭載した。盾の形状は白露型のそれと同じで、陽炎型のとは異なる。初春型から採用された次発装填装置も搭載され、1番発射管の予備魚雷は第2煙突両側、2番のそれは後部の上構に食い込む形で設置されている。
魚雷は竣工時は九〇式魚雷（空気式魚雷）を搭載していた。1941年（昭和16年）の開戦前までに九三式魚雷（いわゆる酸素魚雷）搭載に改装されたと思われる。

### 爆雷
爆雷は九一式爆雷36個を搭載、九四式爆雷投射機(Y砲)1基、爆雷投下台6基を設置した。白露型では爆雷投射機2基、投下軌道2条であり、対潜兵装はいくらか後退した。

### 水測兵器
竣工時には探信儀(アクティブ・ソナー)を搭載していなかったが1940年（昭和15年）に九三式三型探信儀が朝潮型6艦に搭載された。

### レーダー
大戦中、22号電探が前部マストを改正して装備された。また「あ号作戦後」に13号電探を後部マストに搭載したと思われる。

### 機関
計画出力は特型と同じ50,000馬力。タービンは新規に設計された艦本式高中低圧タービン2基、巡航タービンは減速歯車を通して中圧タービンに接続された。特型では機械室に中央隔壁があり機械室が左右に分かれていたが、本型では隔壁を廃止、機械室は1つになった。速力35ノット発揮には計画で52,000馬力が必要とされ、後の陽炎型で実現している。

### 交流電源
日本海軍の駆逐艦では本型から艦内の電気系統を220V交流とした。当時の軍艦は直流を採用していたが、交流化で電気設備の重量・容積共に小さくなったほか、耐久性・メンテナンス性も向上したという。重量比で従来から25%減少したと言われる。同時期に工作艦「明石」では440V交流が採用され、以後新造艦艇の交流化が進められた。

## 竣工後の改正

### 艦尾形状変更
竣工後に旋回圏の大きいことがわかり、艦尾水線付近は丸みをつけた形状からナックルを付けた形状に変更(陽炎型と同様の形状)、舵の形状も変更する工事をしている。また推進器の回転数が計画の380rpmから実際には350rpmに落ちており、推進器直径を3.40mから3.28mに小さくし計画回転数を375rpmにした結果、旋回圏が小さくなったと同時に速力も0.7ノットほど増大した。この改正は最初の4隻(朝潮・大潮・満潮・荒潮)のみと思われ、「朝雲」以降の残り6隻は艦尾を改正した状態で竣工、推進器直径は3.400mのままと思われる。
なお『海軍造船技術概要』では「山雲」以降(5隻)の推進器直径を3.400mとしている。

### 臨機調事件
更に1937年（昭和12年）12月29日に「朝潮」のタービンの開放検査をしたところ、タービン翼の一部破損が発見され、翌年1月19日に臨時機関調査委員会を組織し原因究明が行われることとなった。本件は一時、日本海軍全艦艇に問題があるのではないかと思われた（臨機調事件）。調査の結果、原因はタービン翼の共振であること、また朝潮型に搭載されたタービン特有の現象で、他の艦艇には問題が無いことがわかった。その後、対策が施され以後問題はなくなった。
しかしながら前述したとおり、航続距離が要求に達しなかったことで、改良型ともいえる「陽炎型駆逐艦」に移行することとなる。

## 艦歴
1937年中に竣工した「朝潮」「大潮」「満潮」の3隻は同年末まで一ヶ月ほど中支方面へ出勤している。1938年(昭和13年)から各艦は予備艦となり改装工事を行い、昭和15年(1940年)度から順次艦隊に編入された。
「朝潮」以下4隻は開戦時第8駆逐隊を編成しマレー上陸作戦等、緒戦の南方攻略作戦に参加。ミッドウェー海戦には第7戦隊（最上型4隻）直衛として参加している。その後はソロモン方面へ進出し1943年（昭和18年）に入り「朝潮、荒潮、大潮」がいずれもソロモン方面で戦没。残った「満潮」はレイテ沖海戦において第一遊撃部隊第三部隊（西村艦隊）の一員として参加しスリガオ海峡で戦没した。
「朝雲」以下4隻は開戦時第9駆逐隊を編成し第8駆逐隊同様各地の攻略作戦に参加している。うち「山雲」は1941年（昭和16年）12月のリンガエン上陸作戦中に触雷し、修理のため翌年9月まで戦列を離れた。「夏雲、峯雲」は1942年（昭和17年）10月と翌年3月にソロモン方面で戦没している。残った「朝雲」は復帰の「山雲」、第8駆逐隊・第24駆逐隊生き残りの「満潮」とともに西村艦隊に所属しレイテ沖海戦に参加、3隻ともスリガオ海峡で戦没した。
「霰、霞」は陽炎型の「陽炎、不知火」と第18駆逐隊を編成し第一航空艦隊（南雲艦隊）空母を直衛、真珠湾攻撃、セイロン沖海戦、ミッドウェー海戦などに参加する。その後「霰」は1942年（昭和17年）7月にキスカ湾で戦没する。この時「霞、不知火」も雷撃により損傷した。修理完了後は北方部隊に編入され船団護衛任務についた。レイテ沖海戦では第二遊撃部隊（志摩艦隊）に所属しスリガオ海峡海戦に参加したが生還する。その後オルモック輸送作戦3回、礼号作戦などに参加。北号作戦で本土に帰還。最後は戦艦「大和」や第二水雷戦隊各艦とともに天号作戦(坊ノ岬沖海戦)に参加したが、米軍機の攻撃により航行不能となり、秋月型駆逐艦「冬月」に処分された。

## 同型艦
艦艇類別等級表記載順。
朝潮 [II]（あさしお / あさしほ）
1937年8月31日竣工（佐世保海軍工廠）1943年3月3日沈没
大潮（おおしお / おほしほ）
1937年10月31日竣工（舞鶴海軍工廠） 1943年2月20日(21日)沈没
満潮（みちしお / みちしほ）
1937年10月31日竣工（藤永田造船所） 1944年10月25日沈没
荒潮（あらしお / あらしほ）
1937年12月20日竣工（神戸川崎造船所） 1943年3月3日沈没
朝雲（あさぐも）
1938年3月31日竣工（神戸川崎造船所） 1944年10月25日沈没
山雲（やまぐも）
1938年1月15日竣工（藤永田造船所） 1944年10月25日沈没
夏雲（なつぐも）
1938年2月10日竣工（佐世保海軍工廠） 1942年10月12日沈没
峯雲（みねぐも）
1938年4月30日竣工（藤永田造船所） 1943年3月5日沈没
霞 [II]（かすみ）
1939年6月28日竣工（浦賀船渠） 1945年4月7日沈没
霰 [II]（あられ）
1939年4月15日竣工（舞鶴海軍工廠） 1942年7月5日沈没

## 駆逐隊の変遷
初期から中期の8隻はそれぞれ4隻で駆逐隊を組み、最終ロット2隻は陽炎型2隻と駆逐隊を編成した。

### 第二十五駆逐隊→第八駆逐隊
佐世保鎮守府籍の朝潮・大潮・満潮・荒潮で編成。1937年（昭和12年）10月31日に解隊した樅型駆逐艦4隻からなる先代に続く三代目の第二十五駆逐隊である。1939年（昭和14年）11月1日付で横須賀鎮守府の吹雪型駆逐艦4隻からなる先代第八駆逐隊が呉鎮守府第二十駆逐隊に転出し、入れ替わりに横須賀に転籍したため、四代目の第八駆逐隊となる。就役当初よりタービン翼の折損事故が相次ぎ、全艦とも改善工事のため水雷戦隊に所属するのは横須賀転籍後となった。
1937年（昭和12年）10月31日：編成。
1939年（昭和14年）11月1日：横須賀鎮守府に転籍、第八駆逐隊に改称。第二艦隊第二水雷戦隊。
1942年（昭和17年）2月20日：大潮、満潮がバリ島沖海戦で損傷。
1942年（昭和17年）4月10日：第二艦隊第四水雷戦隊に転籍。
1942年（昭和17年）5月15日：大潮、満潮が外れる、特別役務駆逐艦に指定。
1942年（昭和17年）6月7日：朝潮、荒潮が重巡「三隈、最上」護衛中に損傷（ミッドウェー海戦）。
1942年（昭和17年）7月14日：朝潮、荒潮を特別役務駆逐艦に指定。
1942年（昭和17年）8月1日：朝潮、荒潮を横須賀鎮守府警備駆逐艦に指定。
1942年（昭和17年）10月20日：第八艦隊に転籍。朝潮、荒潮が原隊復帰。満潮を編入。
1942年（昭和17年）11月13日：満潮が損傷、戦線を離脱（第三次ソロモン海戦）。
1942年（昭和17年）12月29日：大潮を編入。
1943年（昭和18年）2月21日：大潮戦没、4月1日除籍。
1943年（昭和18年）3月3日：朝潮、荒潮が戦没（ビスマルク海海戦）。4月1日除籍。
1943年（昭和18年）4月1日：解隊。
（1943年（昭和18年）10月31日：満潮は第二十四駆逐隊に転出。以後は第二十四駆逐隊の項に譲る。）

### 第四十一駆逐隊→第九駆逐隊
横須賀鎮守府籍の山雲・夏雲・朝雲・峯雲で編成。編成時に横須賀鎮守府所属駆逐隊が第一から第十まで全て存在していたため、第四十一駆逐隊となった。1939年（昭和14年）11月15日付で初春型駆逐艦2隻および白露型駆逐艦2隻からなる先代第九駆逐隊が佐世保鎮守府第二十七駆逐隊に転出し、入れ替わりに第九駆逐隊に改称したため、五代目の第九駆逐隊となる。こちらも改善工事のため水雷戦隊に所属するのは当初より遅れた。
1938年（昭和13年）2月10日：編成。
1939年（昭和14年）11月15日：第九駆逐隊に改称。
1940年（昭和15年）11月15日：第二艦隊第四水雷戦隊。
1942年（昭和17年）5月15日：山雲が損傷修理のため駆逐隊を外れ、特別役務艦に指定。
（1942年（昭和17年）10月1日：山雲修理完了、警備駆逐艦に指定され、横須賀鎮守府海面防備隊に転出。）
1942年（昭和17年）10月12日：夏雲が戦没（サボ島沖海戦）、11月15日除籍。
1943年（昭和18年）3月5日：峯雲が戦没（ビラ・スタンモーア夜戦）、4月1日除籍。
1943年（昭和18年）4月1日：第五艦隊第一水雷戦隊に転籍。第二十一駆逐隊より薄雲、第二十駆逐隊より白雲を編入。
1943年（昭和18年）9月1日：呉鎮守府予備艦より霞を編入。
1943年（昭和18年）10月31日：朝雲は第十駆逐隊に転出。
1944年（昭和19年）3月1日：第九艦隊より不知火を編入。
1944年（昭和19年）3月16日：白雲戦没、3月31日除籍。
1944年（昭和19年）3月31日：解隊（第十八駆逐隊に改称、以後は下記第十八駆逐隊の項に譲る）。

### 第十八駆逐隊
呉鎮守府籍の霰・霞と陽炎型の陽炎・不知火で編成。1935年（昭和10年）4月1日に解隊した磯風型駆逐艦4隻からなる先代に続く三代目の第十八駆逐隊である。
1939年（昭和14年）11月15日：編成。第二艦隊第二水雷戦隊。
1942年（昭和17年）7月5日：霰戦没、7月31日除籍。
1942年（昭和17年）7月20日：陽炎は第十五駆逐隊に転出。
1942年（昭和17年）8月13日：霞および不知火、損傷修理のため離脱、霞は呉鎮守府予備艦、不知火は舞鶴鎮守府予備艦へ。
1942年（昭和17年）8月15日：解隊。
（1943年（昭和18年）9月1日：霞修理完了、第九駆逐隊に転出。）
（1943年（昭和18年）11月15日：不知火修理完了、第九艦隊附属に転出。）
1944年（昭和19年）3月31日：再建（上記第九駆逐隊を改称。霞、不知火、薄雲）。第五艦隊第一水雷戦隊。
1944年（昭和19年）7月7日：薄雲戦没、9月10日除籍。
1944年（昭和19年）10月27日：不知火が戦没（レイテ沖海戦）。霞は第一水雷戦隊附属に転出、12月10日不知火除籍。
1944年（昭和19年）11月15日：解隊。霞は第七駆逐隊に転出。
（1945年（昭和20年）3月10日：霞は第二十一駆逐隊に編入。
（1945年（昭和20年）4月7日：霞、朝霜が坊ノ岬沖海戦で戦没。4月20日附で初霜は第十七駆逐隊に転出）。
（1945年（昭和20年）5月10日：第二十一駆逐隊は解隊。霞、朝霜除籍。）